# Olorgesailie

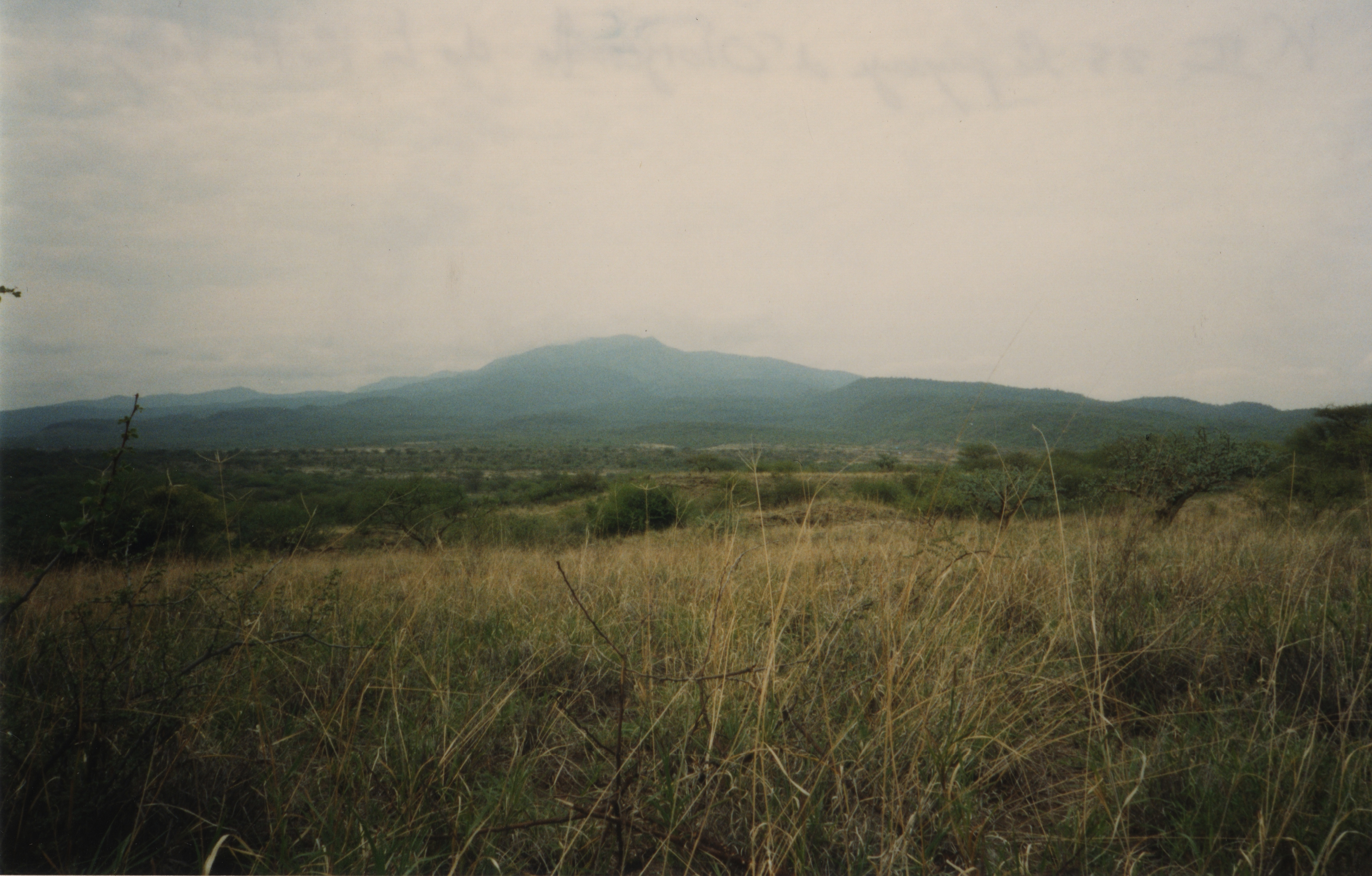
Die Landschaft des Olorgesailie-Beckens, 1993

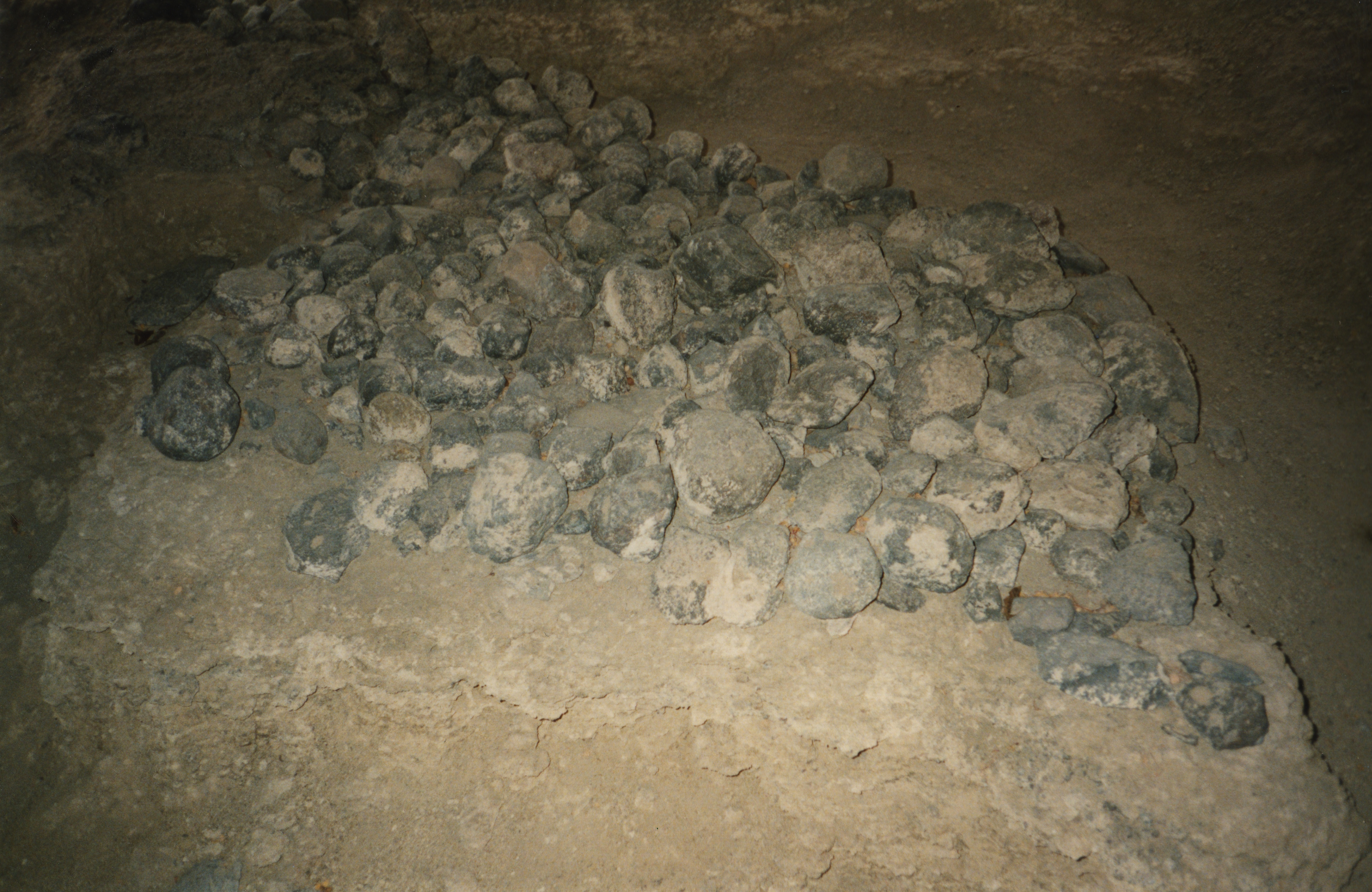
Olorgesailie-Becken: Ansammlung von Steingerät

Olorgesailie ist die Bezeichnung einer archäologischen und paläoanthropologischen Fundstätte im Süden Kenias, knapp 70 Kilometer südwestlich von Nairobi. Die Fundstätte liegt im namensgebenden Olorgesailie-Becken, einer teilweise mit Sediment aufgefüllten Senke, die Teil des Ostafrikanischen Grabens ist. Olorgesailie ist in Fachkreisen bekannt als Fundorte zahlreicher Steinwerkzeuge unterschiedlichen Alters. Im Jahr 2003 wurde unweit der Steinwerkzeuge, in der gleichen Schicht wie diese, erstmals auch ein hominines Fossil geborgen, das Bruchstück eines Schädels, dessen Alter mit mindestens 900.000 Jahren angegeben wird und das aufgrund seines Alters und seiner morphologischen Merkmale zu Homo erectus gestellt wurde.

## Funde
Die ersten Artefakte – vor allem Faustkeile – wurden bereits 1919 von dem britischen Geologen John Walter Gregory aufgesammelt, die systematische Erforschung des Olorgesailie-Beckens begann jedoch erst 1943 unter Leitung von Louis Leakey und Mary Leakey. In jüngerer Zeit konnte die Altersbestimmung der Funde insbesondere mit Hilfe der 39Ar-40Ar-Methode, einer Abwandelung der Kalium-Argon-Methode, verfeinert werden, da es in der Abfolge der Sedimente mehrere Schichten vulkanischer Aschen gibt, die auf diese Weise besonders zuverlässig datiert werden können. Demnach war diese Region nach bislang vorliegenden Befunden in der Zeit zwischen 1,2 Millionen und 490.000 Jahren vor heute von frühen Verwandten des anatomisch modernen Menschen (Homo sapiens) besiedelt.
Eine der Besonderheiten der Funde im Olorgesailie-Becken ist – wie in Isimila in Tansania – die extrem hohe Anzahl von Steinwerkzeugen auf einzelnen kleinen Flächen. So wurden bei einer Grabung in einer 990.000 Jahre alten Schicht in unmittelbarer Nähe der Knochen eines einzigen Elefanten 2300 Steinwerkzeuge gefunden, darunter zahlreiche scharfe Chopping Tools, die – ausweislich von Schnittspuren an mehreren Knochen – dem Abtrennen von Fleisch gedient haben. Die Steine, aus denen die Werkzeuge hergestellt wurden, stammten von 17 unterschiedlichen Örtlichkeiten.
Eine weitere Besonderheit wurde 2018 publiziert: Kleinere und technisch deutlich anspruchsvoller gearbeitete Steingeräte als die älteren Faustkeile wurden mit Hilfe der 39Ar-40Ar-Methode in die Epoche vor 320.000 bis 295.000 Jahren datiert. Diese Werkzeugformen ähneln der aus Europa bekannten, dort allerdings erst ab 200.000 Jahren vor heute belegten Levalloistechnik und sind typisch für das afrikanische Middle Stone Age. Nach Angaben der Forscher handelt es sich um die frühesten Belege dieser Werkzeugformen in Afrika. Das Gestein stammt aus Lagerstätten, die rund 25 bis 50 Kilometer vom Fundort entfernt sind. Zugleich wurde über den Nachweis von schwarzen und rötlichen Farbanhaftungen (Mangan und Ocker) an Steinen berichtet, die mutmaßlich zur Herstellung von Färbemitteln genutzt wurden. Die Funde entstammen einer Epoche mit enormen klimatischen und tektonischen Veränderungen der damaligen Umwelt, heißt es in einer Publikation im Fachblatt Science: Erdbeben formten die Landschaften neu, das Klima wechselte wiederholt zwischen nass und trocken, und diese ökologischen Bedingungen trugen möglicherweise dazu bei, so die Autoren der Studie um den US-Paläoanthropologen Richard Potts, technologische Innovationen zu schaffen.
Die Zuordnung des fossilen Schädel-Fragments zu Homo erectus ist umstritten, da es „gemäß den gegenwärtigen Standards“ zu wenige Merkmale mit dem Typusexemplar von Homo erectus und dem Typusexemplar von Homo ergaster teile.

## Belege
1. 1 2  Olorgesailie: Life and Times of the Handaxe Makers. Auf: humanorigins.si.edu, zuletzt abgerufen am 17. März 2022.
2. ↑  Richard Potts et al.: Small Mid-Pleistocene Hominin Associated with East African Acheulean Technology. In: Science. Band 305, Nr. 5680, 2004, S. 75–78, doi:10.1126/science.1097661.
 First Human Fossil Found at Olorgesailie (Kenya) Field Site. Pressemitteilung des National Museum of Natural History vom 1. Juli 2004.
3. ↑  So much to see at Olorgesailie. Auf: nation.co.ke vom 29. August 2008, zuletzt abgerufen am 12. März 2022.
4. ↑  Alan L. Deino et al.: Chronology of the Acheulean to Middle Stone Age transition in eastern Africa. In: Science. Band 360, Nr. 6384, 2018, S. 90–94, doi:10.1126/science.aao2216.
5. ↑  Richard Potts et al.: Increased ecological resource variability during a critical transition in hominin evolution. In: Science Advances. Band 6, Nr. 43, 2020, eabc8975, doi:10.1126/sciadv.abc8975.
How climate disruptions revolutionized ancient human toolmaking. Auf: sciencemag.org vom 21. Oktober 2020.
6. ↑  Alison S. Brooks et al.: Long-distance stone transport and pigment use in the earliest Middle Stone Age. In: Science. Band 360, Nr. 6384, 2018, S. 90–94, doi:10.1126/science.aao2646.
 Scientists discover evidence of early human innovation, pushing back evolutionary timeline. Auf: eurekalert.org vom 15. März 2018.
7. ↑  Richard Potts et al.: Environmental dynamics during the onset of the Middle Stone Age in eastern Africa. In: Science. Band 360, Nr. 6384, 2018, S. 86–90, doi:10.1126/science.aao2200.
 Advances in human behaviour came surprisingly early in Stone Age. Auf: nature.com vom 15. März 2018.
8. ↑  Ian Tattersall: Masters of the Planet. The Search for Our Human Origins. Palgrave Macmillan, 2012, S. 129, ISBN 978-0-230-10875-2.

Koordinaten: 1° 34′ 40,4″ N, 36° 26′ 46,4″ O